# Liste der Monuments historiques in Guissény
Die Liste der Monuments historiques in Guissény führt die Monuments historiques in der französischen Gemeinde Guissény auf.

## Liste der Objekte
| Bezeichnung                                        | Beschreibung                                | Standort                      | Kennzeichnung | Schutzstatus | Datum | Bild |
| -------------------------------------------------- | ------------------------------------------- | ----------------------------- | ------------- | ------------ | ----- | ---- |
| Ölgemälde Donation du Rosaire                      | 1887                                        | in der Kapelle von Brendaquez | PM29004937    | Inscrit      | 2001  |      |
| Ölgemälde La Bonne Mort                            | Zweite Hälfte des 19. Jahrhunderts          | in der Kapelle von Brendaquez | PM29004938    | Inscrit      | 2001  |      |
| Skulpturengruppe Heilige Anna und Madonna mit Kind | Holz, polychrom gefasst, 16. Jahrhundert    | in der Kapelle von Brendaquez | PM29004939    | Inscrit      | 2001  |      |
| Skulptur des Apostels Petrus                       | Holz, polychrom gefasst und vergoldet, 1760 | in der Kirche St-Sezni (Lage) | PM29004703    | Inscrit      | 1991  |      |